# Giorgi Latsabidze
Giorgi Latso (Latsabidze) (Georgisch: გიორგი ლაცაბიძე), (Tbilisi, 15 april 1978) is een Georgische-Amerikaanse pianist en componist. Hij trad onder meer op in Frankrijk, Duitsland, Finland, Oostenrijk, Engeland, Azië en de Verenigde Staten. Bij zijn recitals speelt Latsabidze meestal oeuvres van onder meer Chopin, Liszt, Debussy.

## Levensloop
Giorgi Latso, geboren in Tbilisi (Georgië), groeide op in een niet-muzikaal gezin, maar hij begon al met muziekmaken op een keyboard op driejarige leeftijd. Op zijn vijfde begon hij met componeren op de piano en gaf concerten met een orkest op de leeftijd van 10. Een Georgische presidentiële beurs garandeerde Latso's onderwijs aan het Tbilisi State Conservatory van 1996 tot 2001. Daarna ging hij naar de Hochschule für Musik, Theater und Medien Hannover van Hannover in Duitsland, om daar verder te studeren en zijn diploma te behalen. Daarna volgde hij les aan het Universität Mozarteum in Salzburg, Oostenrijk en de Thornton School of Music van de University of Southern California en behaalde daar zijn Doctoraal Muzikale kunsten. Zijn leraren waren onder andere: Rusudan Chodzava, Gerrit Zitterbart, Lazar Berman en Stewart Gordon.
Latso won de eerste prijs op de Nicolai Rubinstein International Piano Competition in Parijs, Frankrijk, en een derde prijs van Ennio Porrino International Competition in Cagliari, Italië. Ook won hij prijzen in het Yehudi Menuhin Federatie Concours in Salzburg, Oostenrijk en bij de Young Artist International Piano Competition in Los Angeles, USA. Hij heeft vele prestigieuze scholaships en muziekprijzen ontvangen, zoals de Vladimir Spivakov Award (Moskou virtuozen), de Georgische president Prize, de Duitse gravin Marion Gräfin von Dönhoff Trust Award, DAAD de Duitse Academische Exchange Award in 2004, de MTNA Academic Prestatie Erkenning van Excellence Award, Dr. Dr. Prof. Herbert Batliner Trust Award, USC Keyboard Studies Department Award in 2007 en 2011, de Amerikaanse filantroop Carol hogel Muziek Scholarship, HSH Prinses Marie Aglaë van Liechtenstein Award.
Zijn uitvoering van Beethovens Emperor Concerto in WUK Kulturhaus werd beschreven in de Oostenrijkse pers als, ... een technisch briljante pianist doordrongen van een aangrijpende lyriek en echte diepgang.  Het Zwitserse Volksblatt Press schreef: Binnen het romantische repertoire kunt u met een volledige verantwoording noemen hem een schitterend pianist en een magiër van onberispelijke techniek ... Het Engelse Rhinegold Classical Magazine noemde zijn opname van Debussy's Preludes,... buitengewone fantasie en een muzikale toon zelden gehoord. 

Latso heeft op de meeste van de grote festival podia in Salzburg, Wenen, Berlijn, Mannheim, Florence, Lissabon, Peking, Honolulu, Arturo Benedetti Michelangeli International Piano Festival en Monte-Carlo Piano Masters, opgetreden en trad op als een recitals over de gehele wereld. 

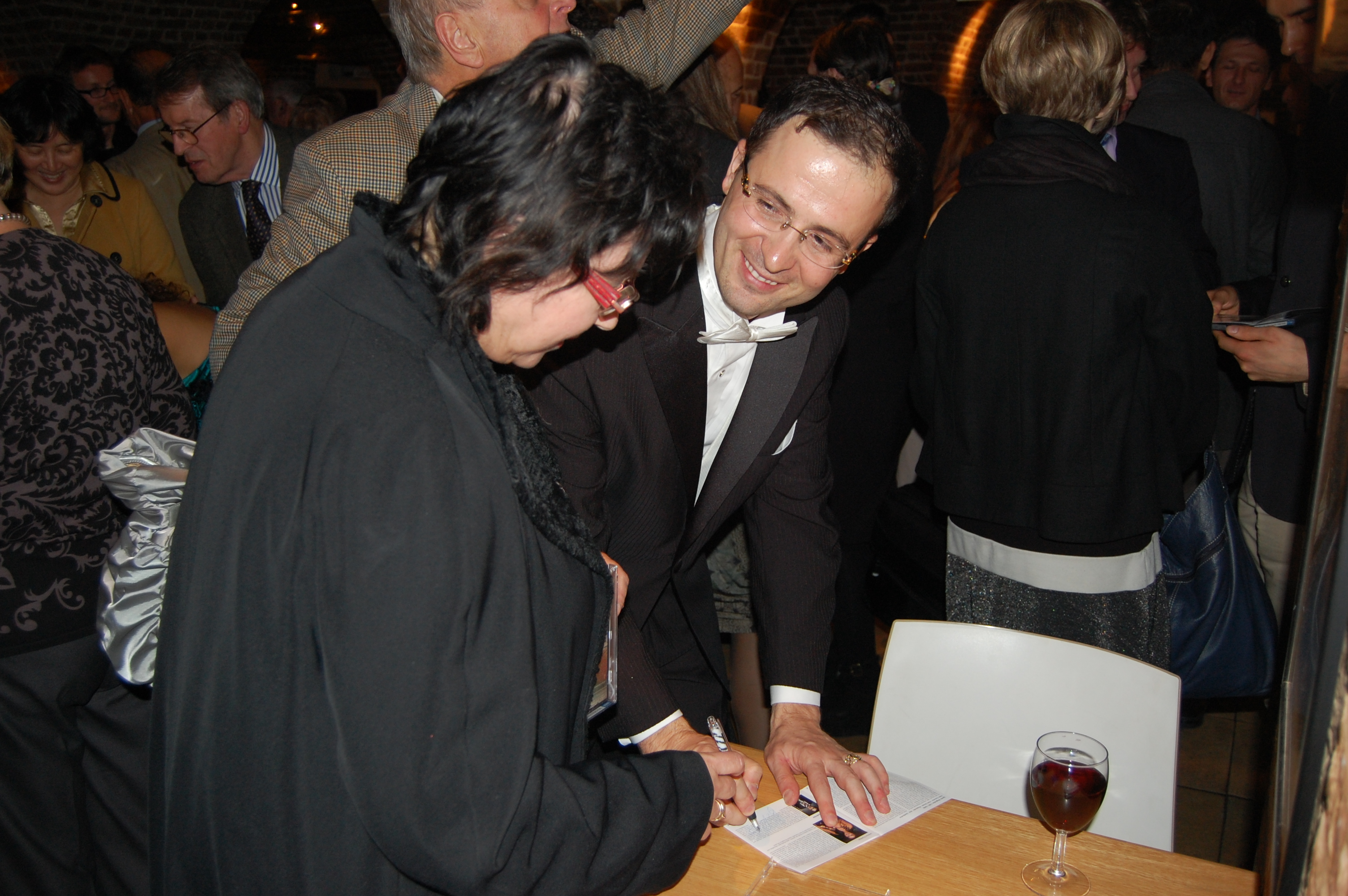
Na het concert in St. John, Smith Square Concert Hall, zal er een cd-signeer sessie zijn. Westminster, Londen (2012)

Ook als componist scoorde Latso met de film Waltz-Fantasy en won een prijs voor de score op het Bologna Film Festival in Italië, evenals Twilight's Grace, welk getoond werd op filmfestivals in de Verenigde Staten.
Zijn uitvoeringen zijn uitgezonden op radio en televisie in de Verenigde Staten, Europa, Azië en andere landen. Latsabidze werd opgenomen in de 65e editie van Who's Who in Amerika, en Who is Who in American Art 2011. Sinds 2011 is hij erelid van Pi Kappa Lambda, een Amerikaanse eer die over de gehele wereld wordt erkend.
Latso heeft een cd opgenomen van het gehele piano en viool repertoire van de Pools-Duitse Joodse componist Ignatz Waghalter voor Naxos Records. Hij heeft dit met het London Royal Philharmonic Orchestra (RPO), en violist Irmina Trynkos gedaan. Hij maakte zijn debuut met een optreden hiervan, in de befaamde Wigmore Hall, Londen in 2010 en met de Berliner Philharmonie in Berlijn in 2012.
In 2012 kreeg de Georgische pianist een uitnodiging van paus Benedictus XVI om een Mozart Concerto in C major (Elvira Madigan) K. 467 met het Wiener Philharmoniker uit te voeren, in de Basiliek van Santa Maria Maggiore in Rome.
Giorgi Latso heeft vele masterclasses gepresenteerd en concerten gegeven in heel Centraal-en Oost-Europa, Azië, Zuid-Amerika en de Verenigde Staten. Zijn muzikale carrière is veelzijdig als een vituoso pianist, kunstenaar, professor en een internationaal jurylid. Met ingang van 1 september 2012 werd hij benoemd tot professor in de piano aan het Prayner conservatorium en Dramatische Kunsten in Wenen, Oostenrijk.

## Repertoire
Zijn repertoire omvat alle stilistische tijdperken en zijn bijzondere voorkeur gaat uit naar de muziek uit de 19e eeuw. Latso speelt een repertoire van onder meer componisten als Bach, Mozart, Beethoven, Chopin, Liszt, Schumann, Rachmaninoff en Debussy.

## Discografie
Latso's cd-opnames betreffen grote delen van het toetsenbord literatuur, en hij heeft onder ander reeds de 24 Chopin Etudes, de 24 Preludes, evenals de 12 Transcendentale Etudes van Franz Liszt en het tweede boek van 12 Preludesvan Claude Debussy opgenomen.
- 2005: Giorgi Latsabidze auf dem Spuren von Wolfgang Amadeus Mozart (K-tv Austria)
- 2007: Twilight's Grace * 2009: Latsabidze - The Recital, Onward Entertainment, LLC 2009 (Los Angeles, CA)
- 2010: Claude Debussy: 12 Préludes. (Book II) - cd & dvd; Los Angeles, LLC
- 2010: The IG-Duo performs works by Szymanowski, Brahms, Bizet-Waxman, Latsabidze. - dvd; Wigmore Hall, London. Red Piranha Films.
- 2011: cd/dvd: Frédéric Chopin: 24 Preludes, Op.28; Robert Schumann: Kreisleriana, Op.16. Goyette Records Co.